# Sigma lunaire pointé
Cette page contient des caractères spéciaux ou non latins. S’ils s’affichent mal (▯, ?, etc.), consultez la page d’aide Unicode.
Sigma lunaire pointé (capitale: Ͼ, minuscule: ͼ) est un symbole de l’alphabet grec utilisé par certains scribes et qui a sans doute été créé par Aristarque de Samothrace.